# Japonský jen

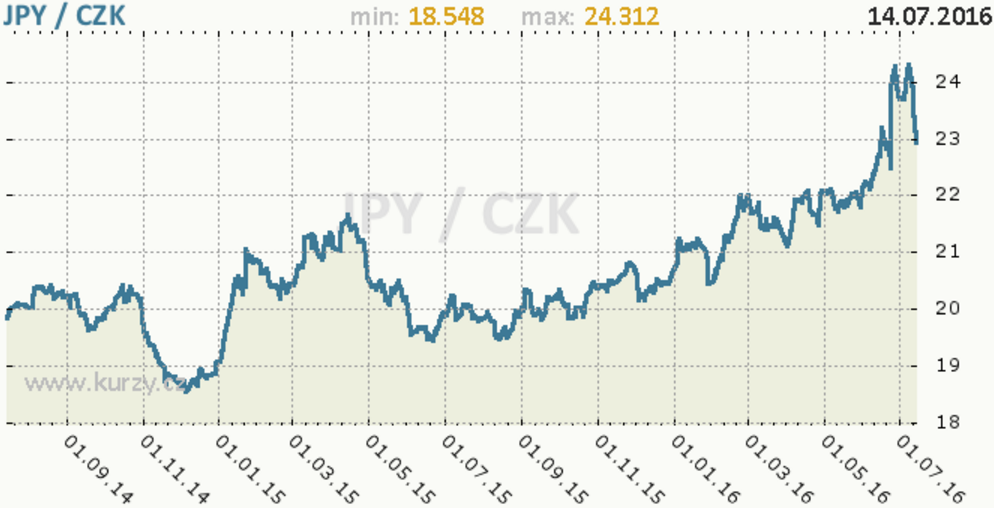
Vývoj kurzu JPY vůči CZK od července 2014

Jen je oficiální měna Japonska. Je široce používána jako bankovní rezerva společně s dolarem a eurem. V japonštině je název měny vyslovován „en“, ale v češtině, a dalších „západních“ jazycích, je používán název „jen“ (díky starému a nepřesnému přepisu japonštiny do angličtiny). Kód jenu podle ISO 4217 je JPY. V latince se používá symbol ¥. V japonštině se zapisuje pomocí kandži 円 a znamená „kulatý objekt“. Starší japonské mince měly totiž tvar oválu.

## Denominace
V oběhu jsou mince hodnot 1, 5, 10, 50, 100 a 500 jenů. Mince hodnot 5 a 50 jenů mají uprostřed kulatý otvor. Mince s hodnotou 500 jenů je zřejmě mincí s nejvyšší hodnotou na světě (v běžném oběhu) - v lednu 2006 bylo 500 ¥ asi 100 Kč. Výkyvy kurzu zejména k CZK jsou v době krize velké. Od září 2008 do února 2009 posílil jen o 100%. V lednu 2025 má mince 500 ¥ hodnotu zruba 77 Kč.
Bankovky mají hodnoty 1 000, 2 000, 5 000 a 10 000. Bankovka 1000 jenů má v oběhu starší a novou verzi lišící se vyobrazenou osobností. Stará není akceptována některými automaty[zdroj?]. Nová série bankovek hodnot 1000, 5000 a 10 000 jenů je připravována na rok 2024.
V roce 2000 byla uvedena bankovka v hodnotě 2000 jenů, která má na lícové straně zobrazenu bránu Šureimon na ostrově Okinawa a na lícové straně motiv z příběhu o Gendžim. Bankovka 2000 není mezi Japonci příliš populární a vyskytuje se málo.
1 JPY (japonský jen) = 100 senů (銭), mince sen již desítky let neexistují, ale slovo se používá.
1 JPY = 1000 rinů (厘); 1 sen = 10 rinů – používáno do 1. pol. 20. stol.

## Historie
Jen byl uveden do oběhu během reforem Meidži v roce 1872 podle vzoru evropských měn a nahradil tak složitý monetární systém období Edo. V roce 1871 byl přijat Zákon o nové měně, který mimo jiné definoval jen jako 0,8667 trojské unce (26,956 g) stříbra, což je asi 6,50 dnešních USD. Zákon také zavedl v Japonsku zlatý standard.
Jen ztratil většinu své hodnoty během a po 2. světové válce. Po období nestability byl jen od 25. dubna 1949 pevně svázán s americkým dolarem v poměru 1 USD = 360 ¥. To trvalo až do roku 1971, kdy se zhroutil brettonwoodský systém. Od té doby je hodnota jenu určována trhem, přičemž až do poloviny devadesátých let jen posiloval až na 100 jenů za dolar a kolem této úrovně se s významnějšími výkyvy drží dodnes (2020).

## Mince a bankovky japonského jenu

### Mince
| Denominace | Obrázek | Průměr  | Tloušťka | Hmotnost | Slitina                          | Hrana            |
| ---------- | ------- | ------- | -------- | -------- | -------------------------------- | ---------------- |
| ¥1         | 1 JPY   | 20 mm   | 1,5 mm   | 1 g      | 100 % hliníku                    | hladká           |
| ¥5         | 5 JPY   | 22 mm   | 1,5 mm   | 3,75 g   | 60–70 % mědi 30–40 % zinku       | hladká           |
| ¥10        | 10 JPY  | 23 mm   | 1,5 mm   | 4,5 g    | 95 % mědi 3–4 % zinku 1–2 % cínu | rýhovaná, hladká |
| ¥50        | 50 JPY  | 21 mm   | 1,7 mm   | 4 g      | mědinikl                         | rýhovaná         |
| ¥100       | 100 JPY | 22,6 mm | 1,7 mm   | 4,8 g    | mědinikl                         | rýhovaná         |
| ¥500       | 500 JPY | 26,6 mm | 2 mm     | 7 g      | alpaka                           | šikmá, rýhovaná  |

### Bankovky
| Denominace | Vyobrazení aversu | Vyobrazení reversu | Motiv aversu    | Motiv reversu                                                    | Barevný tón | Šířka  | Výška |
| ---------- | ----------------- | ------------------ | --------------- | ---------------------------------------------------------------- | ----------- | ------ | ----- |
| ¥1000      | 1000 JPY obverse  |                    | Hidejo Noguči   | Fudži, jezero Motosu, sakura ozdobná                             | modrá       | 150 mm | 76 mm |
| ¥2000      | 2000 JPY obverse  |                    | Šureimon        | Příběh prince Gendžiho, Murasaki Šikibu                          | zelená      | 154 mm | 76 mm |
| ¥5000      | 5000 JPY obverse  |                    | Ičijó Higuči    | Kakicubata-zu, (malba kosatců od japonského malíře Kórina Ogaty) | purpurová   | 156 mm | 76 mm |
| ¥10000     | 10000 JPY obverse |                    | Jukiči Fukuzawa | Socha feng-chuang ve chrámu Bjódóin                              | hnědá       | 160 mm | 76 mm |

| Denominace | Vyobrazení aversu | Vyobrazení reversu | Motiv aversu        | Motiv reversu                                                                    | Barevný tón | Šířka  | Výška |
| ---------- | ----------------- | ------------------ | ------------------- | -------------------------------------------------------------------------------- | ----------- | ------ | ----- |
| ¥1000      | 1000 JPY obverse  |                    | Šibasaburó Kitasato | Velká vlna u pobřeží Kanagawy (z 36 pohledů na horu Fudži, od Hokusaie Kacušika) | modrá       | 150 mm | 76 mm |
| ¥5000      | 5000 JPY obverse  |                    | Umeko Cuda          | vistárie                                                                         | purpurová   | 156 mm | 76 mm |
| ¥10000     | 10000 JPY obverse |                    | Eiiči Šibusawa      | Tokijské hlavní nádraží, (budova Marunouči)                                      | hnědá       | 160 mm | 76 mm |

## Fotogalerie

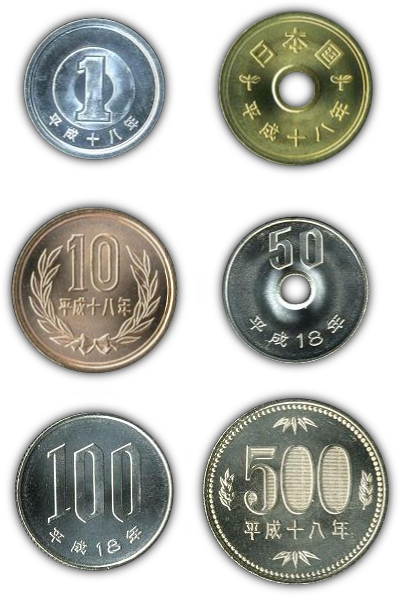
Mince japonského jenu
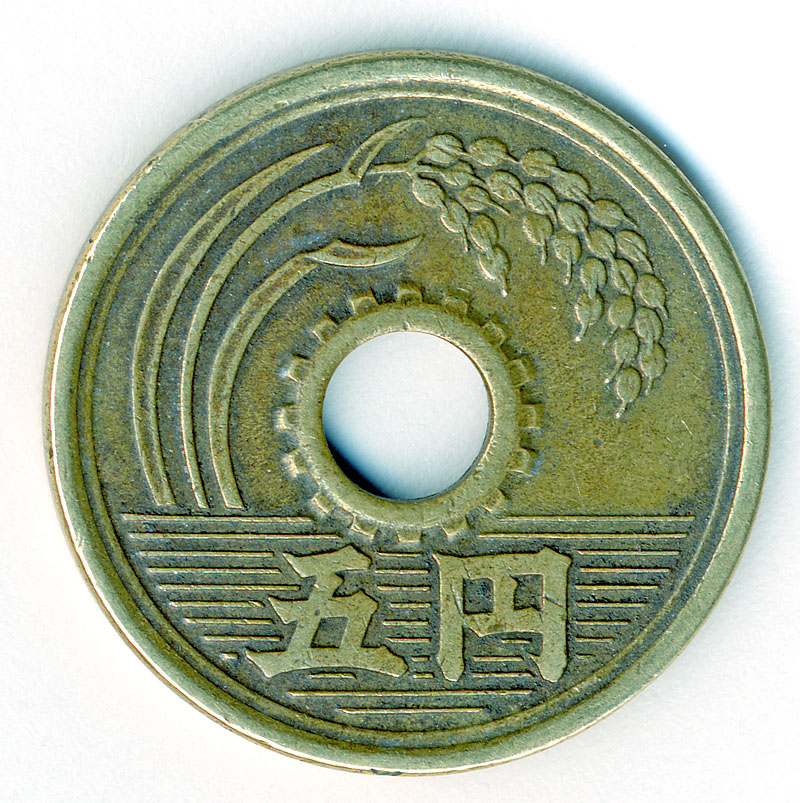
Mince o hodnotě 5 jenů
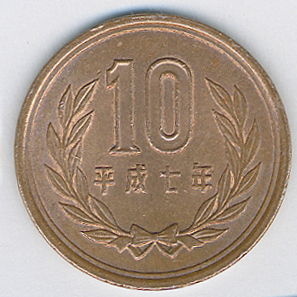
Mince o hodnotě 10 jenů
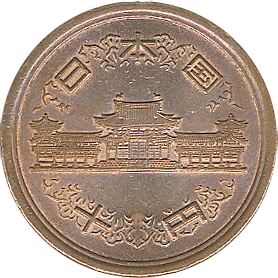
Líc 10 jenové mince s obrázkem chrámu Bjódóin
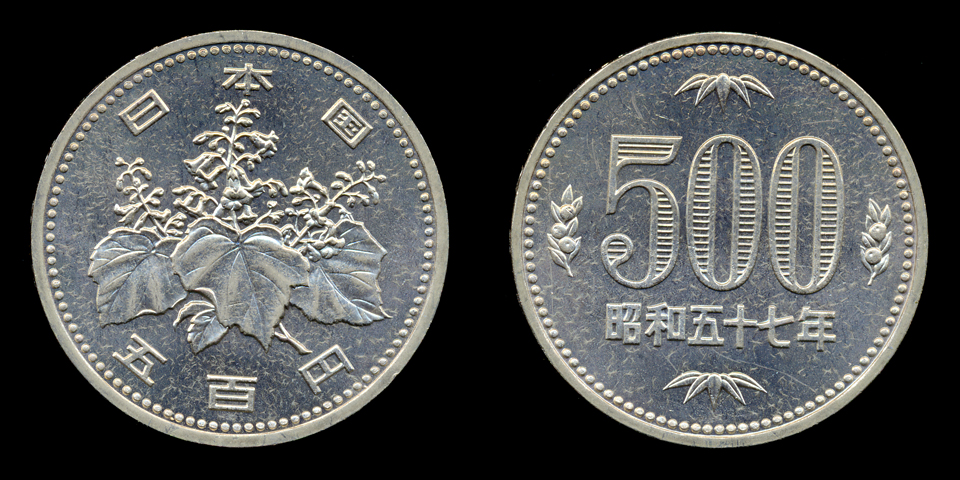
Mince o hodnotě 500 jenů
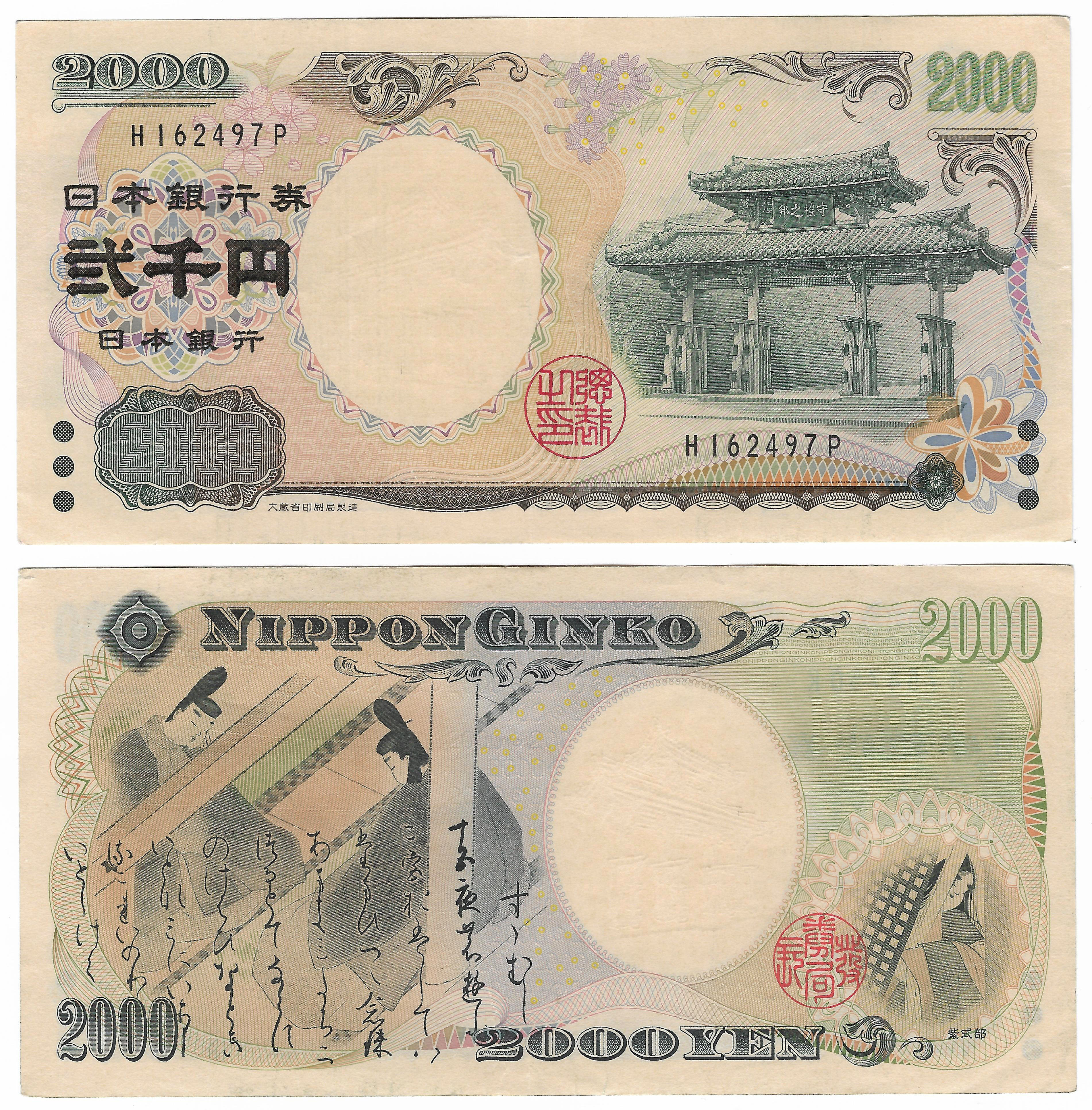
Bankovka 2000 jenů